# Дом семейства Пэйн
«Дом семейства Пэйн» — американский ситком, созданный Тайлером Перри, выступившим автором идеи, сценаристом, режиссёром и продюсером. Сюжет вращается вокруг нескольких поколений семьи, живущих под одной крышей в Атланте, во главе с патриархом Кёртисом Пэйном (Лаван Дэвис) и его жены Эллы (Кассандра Дэвис). Премьера состоялась 21 июня 2006 года, а новые эпизоды были показаны исключительно на TBS с 6 июня 2007 года до 10 августа 2012 года. Хотя это в первую очередь комедийный ситком, «Дом семейства Пэйн» затрагивает многие общественно-социальные темы, в том числе касаемо токсикоманию и наркоманию. Шоу также присущи элементы фарса. Съёмки проходили в студии перед зрителями, иногда в монтаж добавлялся закадровый смех. Сюжетная линия имеет серийный номер, со многими отсылками к прошлым эпизодам, а также создавая продолжение для последующих серий. Сериал содержит в основном афро-американский актёрский состав, превышая по количеству эпизодов такие шоу, как «Джефферсоны» (253 эпизодов), «Дела семейные» (215 эпизодов) и «Шоу Косби» (202 эпизодов).

## История создания и основной сюжет
Комедийное шоу было продемонстрировано на примере десяти эпизодов летом 2006 года, транслируясь на WTBS и девяти других точек вещания по всей Америке. Год спустя, в июне 2007 года, телеканал TBS выкупил права на данные эпизоды, а также запросил производство порядка 100 новых эпизодов.
Сюжет строится вокруг C.J. (Аллен Пэйн), приехавшего со своей семьёй к родственникам Кёртису и Элле Пэйн (Лава и Кассандра Дэвис). Робинн Ли была второстепенной героиней первого и второго сезонов как директор школы Николь Джеймсон, где учились Малик (Лерреми Док Шоу) и Ясмин (Чайна Энн Макклейн), с которой C.J. вскоре начал встречаться. Эту роль в пилотных эпизодах играла Рошель Эйтс, будучи учителем математики. Элла и Кёртис первоначально планировались как родители C.J., но в итоге стали его дядей и тётей. Несмотря на выгодное положение, C.J. не был единственным центральным персонажем, особенно из-за его долгого отсутствия в пятом сезоне.
В начале пятого сезона Чайна Энн МакКлейн (Ясмин) и Дениз Бёрз (Кларета) выбыли из проекта. Сюжет лишился любого упоминания о них. Официально Ясмин отправилась в школу для одарённых детей в Северной Каролине, а Кларета вышла замуж за принца и покинула страну. На самом деле, актрисы покинули сериал по неизвестным причинам. В начале шестого сезона обе актрисы вернулись в проект, но не как постоянно действующие персонажи, а как второстепенные герои. С этого же сезона Лерреми Док Шоу, играющий Малика, стал реже появляться по причине занятости в других проектах. Однако доиграл свою роль до конца сериала.
Тайлер Перри был режиссёром первых пяти сезонов. На протяжении шестого сезона, режиссёрское место заняли актриса Ким Филдс и её мать Чип Хард. Перри вернулся к режиссуре в некоторых эпизодах седьмого и восьмого сезонов, уступая это занятие Ким с Чип, а также продюсеру сериала Рождеру М. Боббу.
После первых пяти сезонов, рейтинг зрительной аудитории повысился до 14 лет в связи с наличием языка и сексуальных сцен.
В 2011 году канал TBS заказал компании Тайлера Перри разработку нового сериала под названием «Хорошо это или плохо», основанного на фильме Перри «Зачем мы женимся?». Восьмой сезон «Дома семейства Пэйн» вышли в эфир осенью 2011 года, а два заключительных эпизода были показаны 10 августа 2012 года.

## Сезоны
| Сезон | Сезон               | Эпизоды | Время показа    | Время показа     |
| Сезон | Сезон               | Эпизоды | Премьера показа | Финал показа     |
| ----- | ------------------- | ------- | --------------- | ---------------- |
|       | Сезон 1 (2007)      | 37      | 6 июня 2007     | 26 сентября 2007 |
|       | Сезон 2 (2007—2008) | 22      | 5 декабря 2007  | 30 января 2008   |
|       | Сезон 3 (2008)      | 16      | 5 марта 2008    | 23 апреля 2008   |
|       | Сезон 4 (2008)      | 25      | 4 июня 2008     | 6 августа 2008   |
|       | Сезон 5 (2008—2009) | 26      | 3 декабря 2008  | 3 июня 2009      |
|       | Сезон 6 (2009—2011) | 46      | 4 ноября 2009   | 19 января 2011   |
|       | Сезон 7 (2011)      | 20      | 30 марта 2011   | 15 июня 2011     |
|       | Сезон 8 (2011—2012) | 62      | 21 октября 2011 | 10 августа 2012  |

## В ролях
- Лаван Дэвис — Кёртис Пэйн
- Лэнс Гросс — Келвин Пэйн
- Кассандра Дэвис — Элла Пэйн
- Аллен Пэйн — C.J. Пэйн
- Лерреми Док Шоу — Малик Пэйн
- Чайна Энн Макклейн — Ясмин Пэйн
- Кешиа Найт Пуллиам — Миранда
- Деметрия МакКинни — Джанин Пэйн
- Палмер Уильямс-мл. — Флойд
- Бобби Бэйкер — КиКи
- Денис Лоутон — Дана
- Денис Бюрс — Кларета Дженкинс
- Седрик Пендлтон — Кинан
- Барт Хансард — Барт
- Сьюзи Кастильо — Мерседес Эрнандес
- Робинн Ли — Николь Джеймсон
- Джей Ар Рамирес — Диего Эрнандес
- Гари Оуэн — Зак
- Марлен Форте — Роси
- Вероника Сикстос — Александра
- Робин Гивенс — Таня
- Эва Пигфорд — Трейси

## Приглашённые актёры
- Тайлер Перри — Мэдея (сезон 1-3)
- Кеке Палмер — Никки (сезон 1)
- Майкл Джей Уайт — Брайан (сезон 2-3)
- Тамела Манн — Кора Симмонс (сезон 1, 6)
- Дэвид Манн — мистер Лерой Браун (сезон 1, 6)
- Ламман Рукер — Уилл Браун (сезон 1)
- Марвин Уинанс — пастор Ричардс (сезон 4-5)
- Дориен Уилсон — Эндрю (сезон 4)
- Глэдис Найт — в роли самой себя (сезон 5)
- Борис Коджо — Дэвид (сезон 5)
- Бен Верин — Клэренс (сезон 6)
- Рик Фокс — Рональд (сезон 6-7)
- Шерман Хэмсли — Джордж Джефферсон (сезон 8)
- Марла Гиббс — Флоренс Джонстон (сезон 8)
- Шерил Ли Ральф — Фелисия Старр (сезон 8)

## Основное место действия
Сюжет сосредотачивается в Атланте, штат Джорджия, и включает дом Пэйнов, пожарную часть (расположена через дорогу от их дома), парикмахерскую, стол справок и школу Малик и Ясмин. Дом Пэйнов представляет собой одноэтажное здание из комнат, описанных на протяжении всего сериала: спальня Кёртис, Эллы и Ясмин, запасная спальня (в который располагался Келвин, пока не съехал), кухня, гостиная и внутренний дворик. Комнаты Келвина, C.J. и Джанин никогда не демонстрировались. Единственной составляющей пожарной части являлась комната отдыха. Сама пожарная часть и её персонажи также никогда не показывались в кадре, за исключением Кинана. Парикмахерская всего лишь надстройка, часто используемая со второго по пятый сезоны. Кухня и гостиная практически всегда видны в кадре. Колледж Малика, который он посещал, складывается из отдельных строений-декораций.

## Рейтинг
Рекорд просмотра для кабельного телеканала был достигнут с 5,2 до 5,8 миллионов зрителей для первых двух премьерных эпизодов. Тем не менее, к 30 сентября 2007 года аудитория снизилась до 4 миллионов. По состоянию на 19 мая 2010 года, в разгар шестого сезона, сериал смотрело около 2,1 миллиона зрителей. В 2008 году в сравнение можно поставить «Знакомство с Браунами» и последовавший одноимённый сериал в 2011 году. За первый квартал 2011 года, «Дом семейства Пэйн» входит в пятёрку самых рейтинговых прайм-тайм сериалов афро-американской аудитории в возрасте 18-34 и 18-49 лет.

## Выпуск на DVD
Кинокомпания Lionsgate Home Entertainment выпустила 9 DVD-дисков с сезонами сериала
| DVD                                    | Эпизоды | Дата релиза    | Blu-ray |
| -------------------------------------- | ------- | -------------- | ------- |
| Tyler Perry’s House of Payne Volume 1  | 1-20    | 4 декабря 2007 |         |
| Tyler Perry’s House of Payne Volume 2  | 21-40   | 1 июля 2008    |         |
| Tyler Perry’s House of Payne Volume 3  | 41-60   | 13 января 2009 |         |
| Tyler Perry’s House of Payne Volume 4  | 61-80   | 16 июня 2009   |         |
| Tyler Perry’s House of Payne Volume 5  | 81-100  | 13 января 2010 |         |
| Tyler Perry’s House of Payne Volume 6  | 101-124 | 8 февраля 2011 |         |
| Tyler Perry’s House of Payne Volume 7  | 125-148 | 5 апреля 2011  |         |
| Tyler Perry’s House of Payne Volume 8  | 149-172 | 14 июня 2011   |         |
| Tyler Perry’s House of Payne Volume 9  | 173-192 | 19 июня 2012   |         |
| Tyler Perry’s House of Payne Volume 10 | 193-212 | 5 марта 2013   |         |
| Tyler Perry’s House of Payne Volume 11 | 213-233 | 5 марта 2013   |         |
| Tyler Perry’s House of Payne Volume 12 | 234-254 | 5 марта 2013   |         |